# أل كينكيد
أل كينكيد (بالإنجليزية: Al Kincaid)‏ هو مدير فني أمريكي، ولد في 26 يوليو 1947.